# Clavelina
Clavelina är ett släkte av sjöpungar som beskrevs av Savigny 1816. Clavelina ingår i familjen klungsjöpungar.

## Dottertaxa tillClavelina, i alfabetisk ordning[1][2]
- Clavelina amplexa
- Clavelina arafurensis
- Clavelina auracea
- Clavelina australis
- Clavelina baudinensis
- Clavelina borealis
- Clavelina brasiliensis
- Clavelina breve
- Clavelina coerulea
- Clavelina concrescens
- Clavelina cyclus
- Clavelina cylindrica
- Clavelina dagysa
- Clavelina dellavallei
- Clavelina detorta
- Clavelina elegans
- Clavelina enormis
- Clavelina fasciculata
- Clavelina fecunda
- Clavelina flava
- Clavelina gigantea
- Clavelina huntsmani
- Clavelina kottae
- Clavelina lepadiformes
- Clavelina lepadiformis
- Clavelina maculata
- Clavelina meridionalis
- Clavelina michaelseni
- Clavelina miniata
- Clavelina mirabilis
- Clavelina moluccensis
- Clavelina nana
- Clavelina neapolitana
- Clavelina nigra
- Clavelina obesa
- Clavelina oblonga
- Clavelina oliva
- Clavelina ostrearium
- Clavelina phlegraea
- Clavelina picta
- Clavelina polycitorella
- Clavelina pseudobaudinensis
- Clavelina puertosecensis
- Clavelina robusta
- Clavelina roseola
- Clavelina sabbadini
- Clavelina simplex
- Clavelina steenbrasensis
- Clavelina viola